# Даша и друзья: Приключения в городе
«Даша и друзья: Приключения в городе» (другой вариант — «Дора и друзья») — американский обучающий детский флэш-анимационный телесериал. Продолжение оригинальной серии «Даша-путешественница», премьера этого сериала состоялась на канале Nickelodeon 18 августа 2014 года и завершилась 5 февраля 2017 года в Соединенных Штатах, за чем последовала канадская премьера 6 сентября 2014 года на канале Treehouse TV.

## Сюжет
Даше сейчас 10 лет, она ходит в школу и живёт в городе Плайя-Верде, штат Калифорния. У неё четыре подруги и один друг: Кейт (любит искусство), Эмма (любит музыку), Алана (любит спорт и животных), Найя (умная и любит читать) и Пабло (любит играть в футбол). Вместе Даша и её друзья всё время отправляются в различные приключения, в которых узнают много нового или раскрывают какие-нибудь тайны. У Даши есть волшебный браслет-оберег, который помогает ей преодолевать препятствия на пути, и смартфон с электронной версией Карты.
Все персонажи двуязычны и говорят не только по-английски, но и по-испански. Однако учебная программа по испанскому языку для «Даши и её друзей» была расширена за счёт использования простых фраз и команд, в отличие от исключительно отдельных испанских слов, используемых в предыдущем мультсериале «Даше-путешественнице».
Во втором сезоне возвращаются персонажи из оригинального мультсериала, такие как Башмачок, бык Бенни, игуана Иса, белка Тико, лисёнок Жулик и Большой Красный Цыплёнок, которые появляются в качестве приглашенных звёзд в некоторых эпизодах. К примеру, в эпизоде «Возвращение в тропический лес» Даша уезжает в Мексику, чтобы спасти Карту и Рюкзак после того, как они были украдены Жуликом, но потом их унёс сильный ветер. В конце этого эпизода Кейт ремонтирует и переделывает Рюкзак, когда он рвётся. Специальный выпуск также знакомит зрителей с цветком по имени Бутон, который живёт в саду Исы и слышал от неё всё о приключениях Даши. Кейт зашивает его в рюкзак, и теперь он отправляется в приключения вместе с Дашей и остальными. Бутон помогает Рюкзаку находить и извлекать предметы, хранящиеся внутри него, для Даши.
В дополнение к Рюкзаку и Бутону, Карта возвращается позже в этом сезоне после событий «Возвращение в тропический лес» как раз в виде приложения на телефоне Даши. В серии «Для птиц» также появляются более старые версии Диего, Алисии, Малыша Ягуара (которого теперь зовут просто «Ягуар») и братьев Бобо из «Вперёд, Диего, вперёд!». В сериале было несколько приглашенных звёзд, например, Меган Хилти и Кристина Милиан.

## Персонажи
- Даша Маркес — девочка-исследователь, которая живет в тропическом лесу, ей сейчас десять лет, и теперь она переезжает сюда, в большой город в Плайя-Верде.
- Найя — подруга Доры. Она знает все об истории Плайя-Верде. А также знает о пирамидах и минах-ловушках и говорит, что выход всегда есть.
- Алана — подруга Доры. Она хорошо играет в футбол, а также любит животных.
- Эмма — подруга Доры. Она потрясающе сочиняет музыку и поет песни.
- Кейт — подруга Доры. Она начинающая художница и исполнительница, которая любит рисовать картины, рассказывать истории и выступать в сценических шоу.
- Пабло — друг Доры. Он хорошо занимается спортом, а также играет в футбол вместе с Дорой и Аланой. Он единственный мальчик в банде Доры.
- Приложение для карт — Приложение для карт Доры на смартфоне Доры. Он рассказывает Доре и ее друзьям, в какую сторону им нужно было идти, и остерегается мин-ловушек. (Он делится версией Карты).
- Мистер Маркес — Дора, Гильермо и отец Изабеллы.
- Миссис Маркес — Дора, Гильермо и мать Изабеллы. Дочь Абуэлы.
- Гильермо Маркес — младший брат Доры и брат-близнец Изабеллы.
- Изабела Маркес — младшая сестра Доры и сестра-близнец Гильермо.
- Абуэла — Дора, Гильермо и бабушка Изабеллы, мать миссис Маркес.
- Счастливчик — кот Абуэлы.
- Перрито — собака Доры.
- Башмачок — Он обезьяна и лучший друг Доры в тропическом лесу.
- Карта — карта Доры. Он был спасен Дорой от сильного ветра, когда его стащил Свипер вместе с рюкзаком.
- Рюкзак — рюкзак Доры. Ее стащил Свайпер вместе с картой, и Дора спасла ее как раз вовремя, когда она упала с самой высокой горы от сильного ветра. Она была разорвана на части и была исправлена Кейт с помощью ярких совершенно новых цветов.
- Бутон — маленький цветок, который живет в саду Исы. Он услышал рассказы о Доре-Исследователь и попросил отправиться с ним в приключение, чтобы спасти рюкзак и карту. В конце концов Бад заканчивает тем, что ему пришивают рюкзак, и он отправляется в приключения с Дорой и ее друзьями. Он помогает рюкзаку доставать припасы, когда Дора и ее друзья нуждаются в них.
- Иса — подруга Доры в тропическом лесу. Она игуана. Она любит работать в саду и сажать растения.
- Бенни — друг Доры в тропическом лесу. Он настоящий бык.
- Тико — друг Доры в тропическом лесу. Он белка, он говорит по-испански и по-английски.
- Жулик — это лисёнок из тропического леса, который крадёт чужие вещи.
- Большой красный цыплёнок — Он красный цыпленок из тропического леса.
- Сварливый старый тролль — тролль, который живет под мостом со своей женой Петунией в тропическом лесу и управляет мостом.

## Озвучивание
| Персонаж    | Оригинальная озвучка          |
| ----------- | ----------------------------- |
| Даша Маркес | Фатима Птачек                 |
| Эмма        | Кайта Томас                   |
| Кейт        | Изабела Монер                 |
| Найя        | Александрия Суарез            |
| Алана       | Эшли Эрнест                   |
| Пабло       | Эдуардо Карденас Аристисабаль |

## Русский дубляж
| Персонаж    | Русский дубляж                                                                                 |
| ----------- | ---------------------------------------------------------------------------------------------- |
| Даша Маркес | Татьяна Весёлкина                                                                              |
| Эмма        | Жанна Никонова (первый голос) Ольга Кузьмина (второй голос)                                    |
| Кейт        | Екатерина Семёнова                                                                             |
| Найя        | Ольга Голованова (первый голос) Ксения Большакова (второй голос) Алёна Созинова (третий голос) |
| Алана       | Ольга Зверева (первый голос) Екатерина Фролова (второй голос) Ксения Большакова (третий голос) |
| Пабло       | Ольга Зубкова                                                                                  |

Остальные роли в русском дубляже: Андрей Гриневич, Денис Некрасов, Наталья Терешкова, Екатерина Семёнова, Жанна Никонова, Ольга Зверева, Ольга Голованова, Ольга Зубкова, Дарья Фролова, Лариса Брохман, Лариса Некипелова, Екатерина Фролова, Ольга Кузьмина, Татьяна Шитова, Ксения Большакова, Алёна Созинова, Илья Хвостиков, Даниил Эльдаров, Лина Иванова и Александр Дасевич.

## Список серий

### Первый сезон
| №  | Название (на английском языке) | Название (на русском языке)       | Дата выхода      |
| -- | ------------------------------ | --------------------------------- | ---------------- |
| 1  | Doggie Day                     | День собачки                      | 18 августа 2014  |
| 2  | We Save a Pirate Ship!         | Мы спасём пиратский корабль       | 22 августа 2014  |
| 3  | The Royal Ball                 | Королевский бал                   | 1 августа 2014   |
| 4  | The Magic Ring                 | Волшебное кольцо                  | 28 августа 2014  |
| 5  | Dance Party                    | Танцевальная вечеринка            | 4 сентября 2014  |
| 6  | Magic Land!                    | Волшебная страна!                 | 11 сентября 2014 |
| 7  | Dora Saves Opera Land          | Даша спасает Страну оперы         | 18 сентября 2014 |
| 8  | Puppet Theater                 | Кукольный театр                   | 2 октября 2014   |
| 9  | Mystery of the Magic Horses    | Тайна волшебных лошадей           | 24 ноября 2014   |
| 10 | The Search for Mono            | Поиск Моно                        | 15 января 2015   |
| 11 | Buddy Race                     | Дружеская гонка                   | 13 февраля 2015  |
| 12 | Magical Mermaid Adventure      | Волшебное приключение русалки     | 20 марта 2015    |
| 13 | Puppy Princess Rescue Part 1   | Спасение принцессы-щенка, Часть 1 | 15 мая 2015      |
| 14 | Puppy Princess Rescue Part 2   | Спасение принцессы-щенка, Часть 2 | 15 мая 2015      |
| 15 | We Save the Music              | Мы спасём музыку                  | 12 июня 2015     |
| 16 | S'More Camping                 | Больше походов                    | 19 июня 2015     |
| 17 | Dora in Clockland              | Даша в Часовой стране             | 8 сентября 2015  |
| 18 | Trick or Treat                 | Кошелёк или жизнь                 | 23 октября 2015  |
| 19 | Dragon in the School Part 1    | Дракон в школе, Часть 1           | 5 февраля 2016   |
| 20 | Dragon in the School Part 2    | Дракон в школе, Часть 2           | 5 февраля 2016   |

### Второй сезон
| №  | Название (на английском языке)     | Название (на русском языке)                    | Дата выхода      |
| -- | ---------------------------------- | ---------------------------------------------- | ---------------- |
| 1  | Kate's Book                        | Книга Кейт                                     | 2015             |
| 2  | Return to the Rainforest           | Возвращение в тропический лес                  | 6 ноября 2015    |
| 3  | The Ballerina and the Troll Prince | Балерина и принц-тролль                        | 6 ноября 2015    |
| 4  | Community Garden                   | Общественный сад                               | 16 ноября 2015   |
| 5  | Coconut Cumpleaños                 | Кокосовые кумплеаньи                           | 18 ноября 2015   |
| 6  | Kite Day                           | День воздушного змея                           | 20 ноября 2015   |
| 7  | Dora's Rainforest Reunion Part 1   | Воссоединение Даши в тропическом лесу, Часть 1 | 25 ноября 2015   |
| 8  | Dora's Rainforest Reunion Part 2   | Воссоединение Даши в тропическом лесу, Часть 2 | 25 ноября 2015   |
| 9  | The Princess and the Kate          | Принцесса и Кейт                               | 8 января 2016    |
| 10 | Gymnastics Tournament of Light     | Турнир по лёгкой гимнастике                    | 22 января 2016   |
| 11 | Soccer Chef                        | Футбольный шеф                                 | 22 января 2016   |
| 12 | Emma's Violin                      | Скрипка Эммы                                   | 9 февраля 2016   |
| 13 | Kate Gives Puppets a Hand          | Кейт протягивает куклам руку помощи            | 10 февраля 2016  |
| 14 | For the Birds                      | Для птиц                                       | 11 февраля 2016  |
| 15 | The Lost Necklace                  | Потерянное ожерелье                            | 25 сентября 2016 |
| 16 | Kate and Quackers                  | Кейт и квакеры                                 | 25 сентября 2016 |
| 17 | A Sockin' Good Party               | Носок на "Хорошей вечеринке"                   | 20 ноября 2016   |
| 18 | Alana's Food Truck                 | Фургончик с едой Аланы                         | 20 ноября 2016   |
| 19 | Shivers the Snowman                | Снеговик дрожит от холода                      | 4 декабря 2016   |
| 20 | The Bridge to Caballee             | Мост в Кабальете                               | 5 февраля 2017   |

## Эпизодический фильм (Девочки-исследователи Доры: Наш первый концерт)
- Стефани Джой — Даша Маркес
- Карина Пандора — Даша Маркес (вокал)
- Жизель Монтеррозо — Эмма
- Жасмин Масланова-Браун — Эмма (вокал)
- Элли Морилло — Кейт
- Ракель Тринидад — Кейт (вокал)
- Эшли Мендола — Найя
- Мария Паула Гонсалес — Найя (вокал)
- Джессика Конде — Алана
- Натали Падура — Алана (вокал)

## Производство
Пилотный эпизод под названием «Девочки-исследователи Доры: Наш первый концерт» вышел в эфир 7 августа 2011 года на канале Nick Jr. в Соединенных Штатах. Месяц спустя он вышел в эфир на канале Treehouse TV в Канаде. После выхода «Девушки-исследователь Доры: Наш первый концерт» в 2013 году Nickelodeon объявил, что выпустит спин-офф «Дора-исследователь» под названием «Дора и друзья: В город!». в главной роли Дора — 10-летняя девочка, которая отправляется в городские приключения с группой новых друзей. Сериал был снят в 20 эпизодах, и его премьера в прайм-тайм состоялась на Nickelodeon 18 августа 2014 года. Шоу анимировано с использованием мультяшек Boom Harmony. 9 октября 2014 года Nickelodeon продлил сериал на второй сезон из 20 серий. Повторы также в настоящее время транслируются на канале Ника-младшего. Шоу было отменено 5 февраля 2017 года после двух сезонов.

## Трансляция
Даша и друзья: Приключения в городе — премьера состоялась на канале Treehouse TV в Канаде 6 сентября 2014 года и на канале Nick Jr. в Соединенном Королевстве, Ирландии, Австралии и Новой Зеландии в ноябре. В Юго-Восточной Азии сериал дебютировал 16 марта 2015 года на Nickelodeon в Сингапуре и в Испании на Clan TVE. В Индии шоу выходит в эфир на канале Nick HD+.